# Polulos
Polulos ist eine Ortschaft im Departamento Potosí im Hochland des südamerikanischen Andenstaates Bolivien. 

## Lage im Nahraum
Polulos ist die bevölkerungsreichste Ortschaft des Kantons San Pablo de Lípez im Municipio San Pablo de Lípez in der Provinz Sur Lípez. Der Ort liegt auf einer Höhe von 4053 m an einem der rechten Zuflüsse des Río Grande de Lípez, der zum Salar de Uyuni fließt.

## Geographie
Polulos liegt auf dem bolivianischen Altiplano zwischen den Anden-Gebirgsketten der Cordillera Occidental im Westen und der Cordillera de Lípez im Osten. Das Klima der Region ist arid und weist ein Tageszeitenklima auf.
Die mittlere Jahrestemperatur der Region liegt bei 5,5 °C (siehe Klimadiagramm San Pablo de Lípez), mit einem Monatsdurchschnittswert von knapp über 0 °C im Juli und 8 °C von Dezember bis Februar. Der Jahresniederschlag beträgt niedrige 170 mm, wobei die Monate April bis Oktober nahezu niederschlagsfrei sind. Nur von November bis März fallen nennenswerte Niederschläge, mit einem Maximum von 45 mm Monatsniederschlag im Januar. 

## Verkehrsnetz
Polulos liegt in einer Entfernung von 422 Straßenkilometern südwestlich von Potosí, der Hauptstadt des gleichnamigen Departamentos.
Von Potosí aus führt die Nationalstraße Ruta 5 in südwestlicher Richtung 208 Kilometer bis Uyuni, von dort die Ruta 21 über weitere 96 Kilometer bis Atocha. Von Atocha aus führt eine Landstraße in südöstlicher Richtung entlang der alten Bahnlinie 23 Kilometer bis Escoriani und verlässt die Bahnlinie dann in südwestlicher Richtung. Sie erreicht nach dreizehn Kilometern Portugalete und nach weiteren 29 Kilometern San Vicente. Von dort aus führt eine unbefestigte Piste in südwestlicher Richtung über Cerrillos nach Polulos und weiter nach Río San Pablo.

## Bevölkerung
Die Einwohnerzahl der Ortschaft ist im vergangenen Jahrzehnt geringfügig angestiegen:
| Jahr | Einwohner   | Quelle       |
| ---- | ----------- | ------------ |
| 1992 | keine Daten | Volkszählung |
| 2001 | 303         | Volkszählung |
| 2012 | 339         | Volkszählung |
| 2024 |             | Volkszählung |

Die Region weist einen hohen Anteil an Quechua-Bevölkerung auf, im Municipio San Pablo sprechen 80,9 Prozent der Bevölkerung die Quechua-Sprache.